# Ryszard Dąbrowski (rysownik)
Ryszard Dąbrowski (ur. 16 grudnia 1968 w Paryżu) – polski scenarzysta i rysownik komiksowy, autor cyklów o Likwidatorze i Redaktorze Szwędaku.